# Paul Schneider (pastor)
Paul Robert Schneider (Pferdsfeld, hoy Bad Sobernheim, 29 de agosto de 1897-Campo de concentración de Buchenwald en Weimar, 18 de julio de 1939) fue un pastor evangélico alemán, miembro de la Bekennende Kirche y víctima del régimen nacionalsocialista. Llamado el «Prediger von Buchenwald (Predicador de Buchenwald)». Fue detenido por rehusarse a hacer el saludo nazi en la instrucción de confirmaciones, por  distribuir material crítico a las políticas racistas del régimen y por dictar sermones en los que llamaba a rechazar a Hitler.

### Libros

#### Francófonos
- Noyer, Philippe. Paul Schneider 1897-1939. Martyr de l'Eglise Confessante Allemande; Memoire de Maîtrise sur le Institut Protestant de Théologie (Faculté de Théologie Protestante) à Montpellier, París 1983 (el manuscrito se halla en las Bibliotecas del «Institut Protestant de Théologie» - Facultad Libre de Montpellier, y de París)

#### Otros idiomas
- Aichelin, Albrecht. Paul Schneider. Ein radikales Glaubenszeugnis gegen die Gewaltherrschaft des Nationalsozialismus. Gütersloh: Kaiser, 1994; ISBN 3-579-01864-7
- Foster, Claude R. jr. Paul Schneider, the Buchenwald apostle: a Christian martyr in Nazi Germany; a sourcebook on the German Church struggle. Westchester, Pennsylvania: SSI Bookstore, West Chester University, 1995; ISBN 1-887732-01-2
- Foster, Claude R. Paul Schneider. Seine Lebensgeschichte. Der Prediger von Buchenwald; traducido por Brigitte Otterpohl. Holzgerlingen: Hänssler, 2001; ISBN 3-7751-3660-6
- Schneider, Margarete. Paul Schneider. Der Prediger von Buchenwald. Das Martyrium Paul Schneiders. Neuhausen/Stuttgart: Hänssler-Verlag, 41996, ISBN 3-7751-2274-5
- Schneider, Margarete. Il predicatore di Buchenwald: il martirio del pastore Paul Schneider (1897-1939); traducido por Teresa Franzosi, Turín, Claudiana, 1996; ISBN 88-7016-245-1
- Wentorf, Rudolf. Paul Schneider. Der Zeuge von Buchenwald; Gießen und Basel: Brunnen, ³1987; ISBN 3-7655-3810-8
- Wentorf, Rudolf. Der Fall des Pfarrers Paul Schneider. Eine biographische Dokumentation; Neukirchen-Vluyn: Verlag des Neukirchener Erziehungsvereins, 1989; ISBN 3-7887-1327-5

### Filmes
- Steinwender, Sabine. «Ihr Massenmörder - ich klage euch an» - Pfarrer Paul Schneider. Düsseldorf: Film-Funk-Fernsehzentrum / Medienverband der Evangelischen Kirche im Rheinland, 2001;
- Der Vater und wir. Das Erbe des Paul Schneider. Baden-Baden: Südwestfunk, 1997

### Diapositivas
- Westermayer, Gerd; Ney, Heinz-Günther; Kosub, Harald. Paul Schneider. Der Prediger von Buchenwald. Weimar: Pfarrer-Paul-Schneider-Gesellschaft, 2005

### Francófonos
- Resistencia contra el régimen del NSDAP en las Iglesias protestantes alemanas
- Homilía del papa Juan Pablo II: Conmemoración ecuménica de los testigos de la fe del s. XX

### Germanófonos
- Paul-Schneider-Gymnasium: présentation sur Paul Schneider (pdf)
- Pfarrer-Paul-Schneider-Gesellschaft, Weimar (enlace roto disponible en Internet Archive; véase el historial, la primera versión y la última).

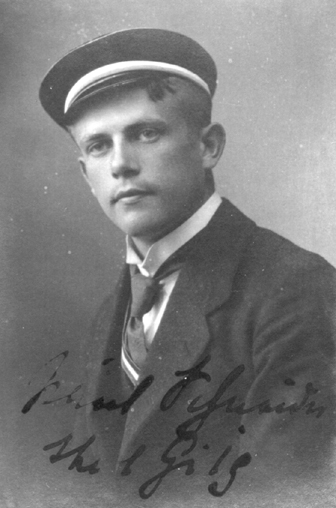
Paul Schneider en Gießen.
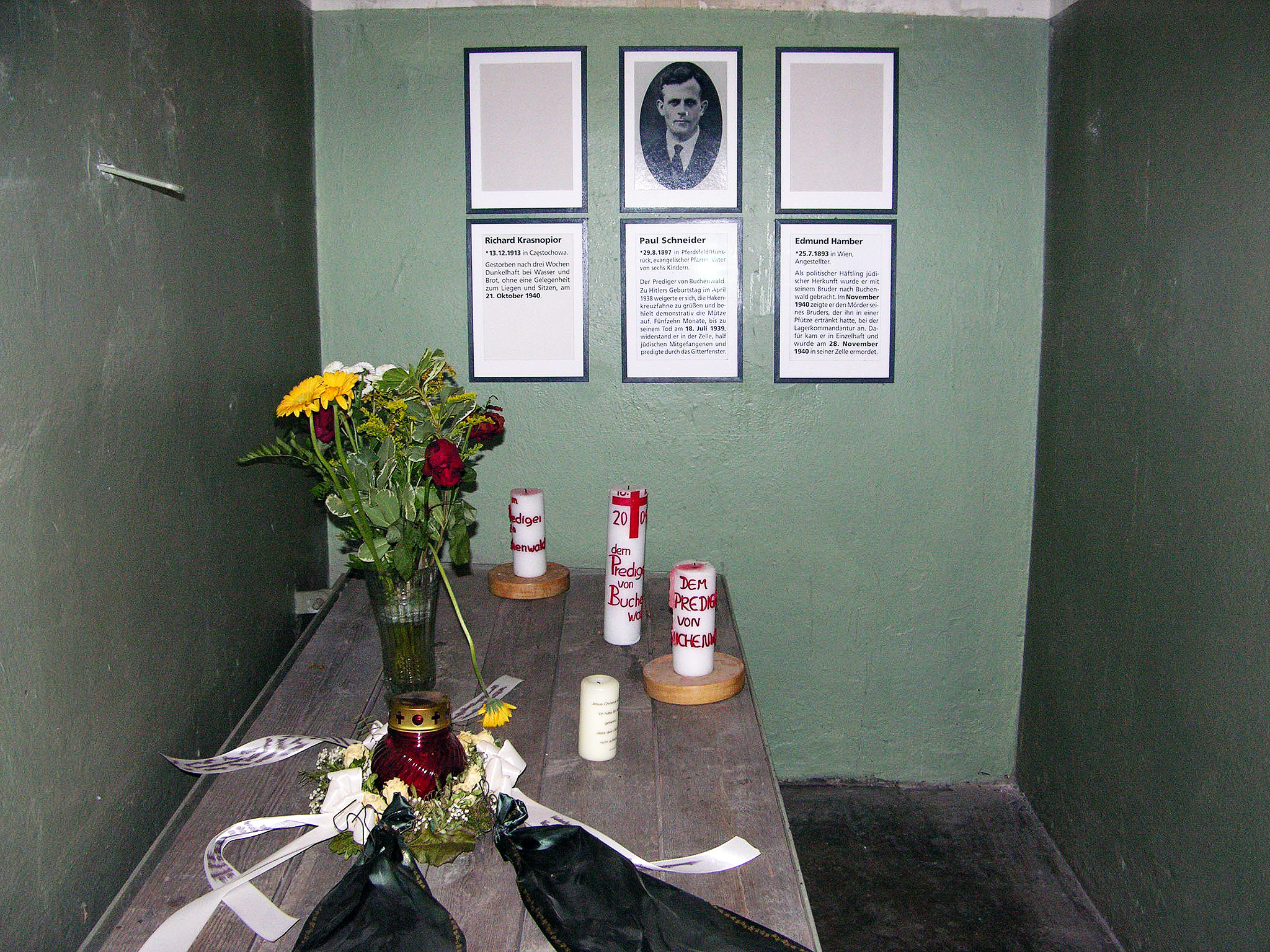
Su celda en el campo de concentración.